# Podwórkowa nauka
Podwórkowa nauka – telewizyjny serial naukowy dla dzieci i młodzieży nadawany codziennie w Da Vinci Learning.  W programie dzieci przeprowadzają różne eksperymenty, które każdy widz może samodzielnie zrobić w domu. Wszystko, co jest potrzebne do przedstawionych doświadczeń znajdzie się w kuchni, na podwórku lub we własnym pokoju.